# سبال أزرق
سبال أزرق (الاسم العلمي:Sabal glauca) هو نوع نباتي يتبع جنس السبال من فصيلة الفوفلية.